# Белчин
Белчин (болг. Белчин) — село в Болгарии. Находится в Софийской области, входит в общину Самоков. Население составляет 486 человек.

## Политическая ситуация
В местном кметстве Белчин, в состав которого входит Белчин, должность кмета (старосты) исполняет Венета Кирилова Балабанова (Болгарская социалистическая партия (БСП)) по результатам выборов.
Кмет (мэр) общины Самоков — Владимир Владимиров Георгиев (Болгарская социалистическая партия (БСП)) по результатам выборов.